# Вентуари
Вентуа́ри (исп. Río Ventuari) — река в Венесуэле, правый приток Ориноко. Протекает по территории провинции Амасонас. Длина реки около 600 километров. Площадь водосборного бассейна — 42000 км². Среднегодовой расход воды в устье — 3488 м³/с.
Начинается на северном склоне гор Серра-Парима в центре Гвианского нагорья у подножия горы Масивари при слиянии вблизи деревни Кабадисканья речек Антабаре и Хеуэте. Течёт сначала на северо-запад через населённые пункты Какури и Ла-Сейба, затем выходит на равнину и поворачивает на юг. В низовьях течёт на запад и впадает в Ориноко около города Санта-Барбара на территории национального парка Явакана. Бассейн реки покрыт лесами и слабо заселён. Ширина реки в нижнем течении — свыше 400 метров.

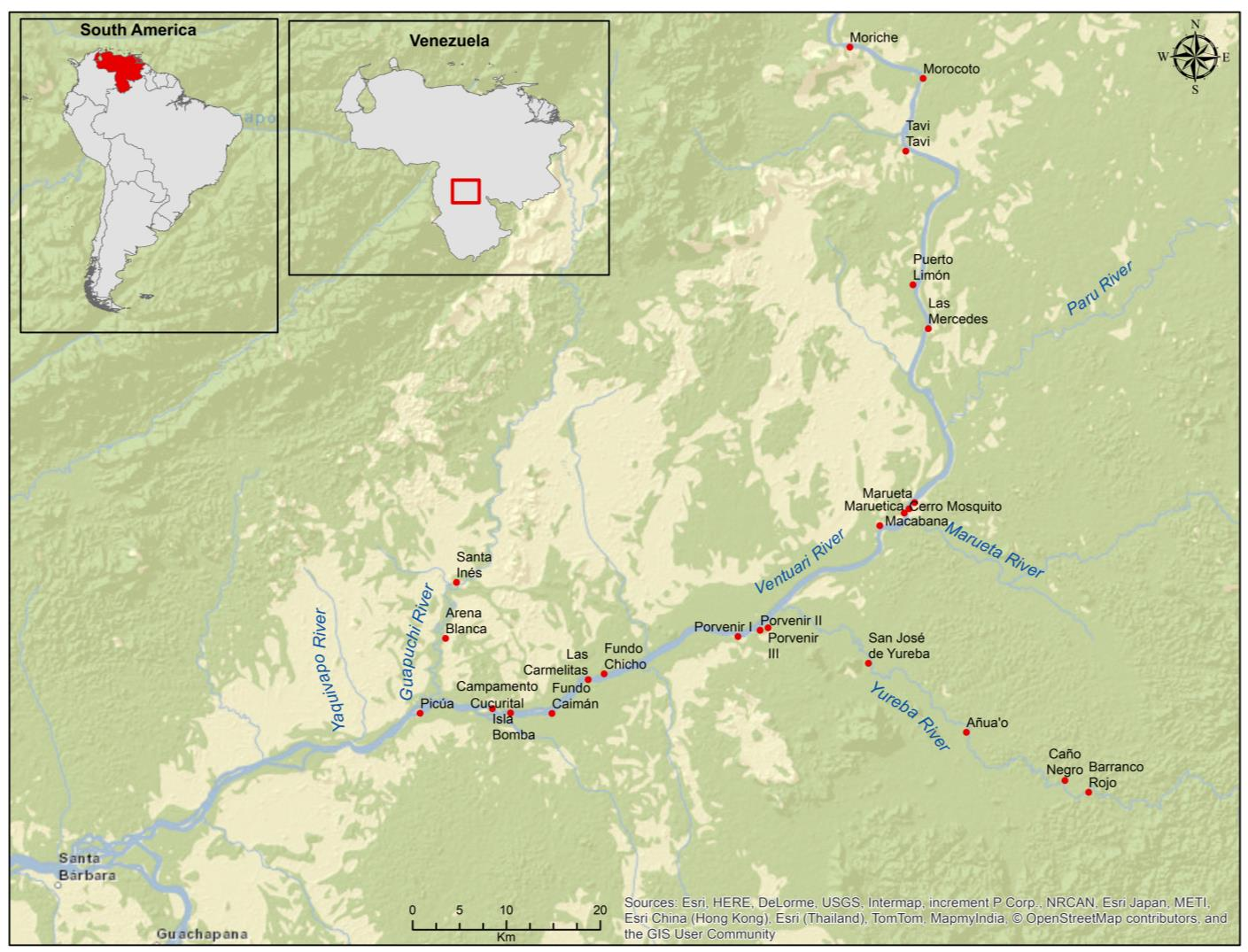
Вентуари на карте

Река несудоходна из-за быстрого течения и множества порогов. В среднем течении реки — водопады Осо и Кенке. С апреля по октябрь на реке наблюдаются паводки.
Основные притоки — Гуапуче (пр), Пару (лв), Марьета (пр), Манапьяре (пр), Ача (лв).
В реке отмечено обитание 470 видов рыб из 225 родов 44 семейств 10 отрядов. Отряды с наибольшим числом семейств — Харацинообразные (14), Сомообразные (11), Гимнотообразные (6) и Окунеобразные (4). 254 вида, составляющих 54 % от всего многообразия, относятся к харацинообразным, 131 (27,87 %) — к сомообразным.